# 陈五一
陈五一（1961年—），重庆市人，土家族，中华人民共和国政治人物、第十一届全国人民代表大会四川地区代表。
毕业于华东水利学院水工建筑专业。担任中国水电工程顾问集团公司成都勘测设计院副院长。2008年起担任全国人大代表。